# 堺市立八下西小学校
堺市立八下西小学校（さかいしりつ やしもにししょうがっこう）は大阪府堺市東区引野町にある公立小学校。1982年4月1日に堺市立白鷺小学校、堺市立南八下小学校から分離し開校。

## 通学区域
- 堺市東区 白鷺町3丁（一部）、引野町、菩提町1丁（一部）。

卒業生は堺市立南八下中学校に進学する。

## 交通
- 南海高野線 初芝駅 北へ約986m。